# (8744) Cilla
(8744) Cilla (1998 FE59) – planetoida z grupy pasa głównego asteroid okrążająca Słońce w ciągu 5,53 lat w średniej odległości 3,13 au. Odkryta 20 marca 1998 roku.